# 南京工業大学
南京工業大学（ナンキンこうぎょうだいがく Nanjing Tech University）は、中国第6の都市かつ四大古都の1つである江蘇省省都の南京市に位置する理工系国立大学である。
特に材料科学・化学工学、機械工学、建築学などの分野で強みを持つ。理工系学部だけでなく、経営学・法学系学部も有する総合大学である。

## 歴史
1902年創立の三江師範学堂（現：南京大学）が母体で、その後、分離した南京工学院の一部となった。1958年の学部調整で南京工学院から分離独立し、南京化工学院となり、1995年に南京化工大学に改称された。2001年に南京建筑工程学院（1915年設立の同済医学堂が前身）と合併し、現在の南京工業大学となった。 

## 学部
- 材料理工学部
- 化学工学部
- 化学分子工学部
- 電気制御工学部
- 機械電力工学部
- エネルギー理工学部
- バイオテクノロジー・製薬工学部
- 食品科学・軽工業学部
- 薬学部
- 建築学部
- 芸術デザイン学部
- 土木工学部
- 都市建設学部
- 交通工学部
- コンピュータ理工学部
- 物理数理科学部
- 幾何学科学技術部
- 経済経営学部
- 法学部
- 教育学部
- 外国語文学部
- 体育学部

学生数は約35,000人(学部/大学院生)であり、インペリアル・カレッジ・ロンドン(ICL)やモスクワ国立大学と共同で「国際連合研究センター」を設立している。アジアのシンガポール国立大学(NUS)、ナンヤン理工大学(NTU)などを含め、約30の国・地域の約70の大学や研究機関との間で科学研究・人材育成の協力関係を構築している。

## 日本の学生交流協定校
- 東京農工大学
- 豊橋技術科学大学
- 神戸大学
- 大阪工業大学
- 三重大学
- 鹿児島大学